# Przemysł turystyczny
Przemysł turystyczny – przemysł obejmujący produkcję dóbr i usług związanych z turystyką. Aby przemysł turystyczny mógł funkcjonować wymaga istnienia infrastruktury turystycznej.
Wyróżnia się następujące sektory tego przemysłu:
- Baza noclegowa
- Baza gastronomiczna
- Atrakcje turystyczne
- Transport
- Organizacja i pośrednicy turystyczni
- Informacja i promocje turystyczne